# Verner Karlsson i Vätö
Karl Verner Karlsson i Vätö, Karlsson i Vätö, född 29 juli 1882 i Solna församling, död 31 juli 1943 i Gustaf Vasa församling, Stockholms län, var en svensk stenhuggare och riksdagsledamot (socialdemokrat).
Karlsson var ledamot av riksdagens andra kammare i Stockholms läns norra valkrets 1918–1921 och i Stockholms läns valkrets 1922–1928. Han var även ordförande i Vätö sockens kommunalstämma.